# Tawi-Tawi
Tawi-Tawi je filipínská ostrovní provincie nacházející se v autonomním regionu Bangsamoro. Je součástí Suluského souostroví. Hlavním městem Tawi-Tawi je Bongao. V rámci země je tato provincie položená nejjižněji, na moři západním směrem hraničí s malajským státem Sabah a z jihu indonéskou provincií Severní Kalimantan. Na severovýchodě leží provincie Sulu. Tawi-Tawi také zahrnuje některé ostrovy v Suluském moři na severozápadě, ostrov Cagayan de Tawi-Tawi a Želví ostrovy, pouze 20 kilometrů od Sabahu.